# CEP Communication
Pour les articles homonymes, voir CEP.
CEP Communication (anciennement Compagnie européenne de publications (CEP)), était un groupe d'édition fondé en 1976. Il a compté parmi ses titres phares les hebdomadaires L'Express et Le Point.
En 1997 ce groupe, filiale à 100 % du groupe Havas, est devenu Havas publications éditions (HPE).

## Historique

### Naissance et expansion dans la presse d'entreprise
En 1975, Havas prend le contrôle de « Usine publications », qui édite les principaux périodiques industriels français : l'entreprise est propriétaire, entre autres, de L'Usine nouvelle et du Moniteur des travaux publics et du bâtiment (groupe Moniteur, depuis 1970). Havas rachète ensuite Entreprise, qui va être fusionné avec Informations pour créer Le Nouvel Économiste le 10 octobre 1975, sous la direction de Daniel Jouve et Michel Tardieu.
En 1976, Usine publications et la Compagnie française d’édition, présidée par un ancien de l’agence Havas, Emmanuel Olive, fusionnent pour donner naissance à la Compagnie européenne de publications (CEP), dont le directeur est Christian Brégou. Ce groupe nouvellement créé est alors détenu à 40 % par Havas.

### Croissance externe
À compter de 1979, CEP est dirigé par son président-directeur général (PDG), Christian Brégou. En 1979, CEP Communication[pas clair] reprend Nathan, puis les éditions Larousse en 1983. En 1987, ce sont les Presses de la cité qui sont rachetées à la Générale Occidentale.

### Absorption par Havas
En septembre 1997, Christian Brégou est remplacé par Pierre Dauzier, PDG d'Havas. Havas, déjà actionnaire à 100 % de CEP, tient à être en prise directe avec la gestion opérationnelle de sa filiale. Elle absorbe sa filale.[pas clair]
Ceci a pour conséquence un changement de dénomination : CEP Communication devient Havas publications éditions (HPE).

## Un poids lourd de l'édition
En 1997, CEP Communication est le premier groupe français de presse et le premier éditeur. CEP Communication est présent dans les domaines suivants :
- presse grand-public avec les titres suivants : L'Express, Le Point, Courrier international, Lire et Les guides gastronomiques Gault & Millau ;
- presse professionnelle et spécialisée avec les titres suivants : Le Moniteur, L'Usine nouvelle, La France agricole, L'Expansion, L'Entreprise, La Vie française, Maison française, Maison magazine, L'Ordinateur individuel et 01 Informatique ;
- édition de livres scolaires avec les maisons d'édition : Larousse, Bordas, Le Robert, Nathan, Harrap's, Chambers, Larousse Planeta et Espasa Calpe ;
- de l'édition de loisirs avec les titres Hemma, Kingfisher et France Loisirs (détenu à hauteur de 50 %) ;
- littérature générale avec les maisons d'édition Fixot, Laffont, Julliard, Plon, Perrin, Orban, Presses de la Cité, Solar, Belfond, Le Pré aux clercs, Presses de la Renaissance, Pocket, 10/18, Fleuve noir et Omnibus ;
- édition scientifique, technique et médicale avec Armand Colin, Masson, Dalloz, Sirey, SPES, Dunod, Gauthier-Villars et InterÉditions[8].